# Hesperocorixa castanea
Hesperocorixa castanea es una especie de insectos hemípteros perteneciente a la familia Corixidae.